# Esgrima nos Jogos Pan-Americanos de 1971
As competições de esgrima nos Jogos Pan-Americanos de 1971 foram realizadas em Cali, Colômbia. Esta foi a sexta edição do esporte nos Jogos Pan-Americanos.

## Masculino
| Evento                       | Ouro                                                                                                | Prata                                                                                             | Bronze                                                                                      |        |        |        |
| Espada                       | Espada                                                                                              | Espada                                                                                            | Espada                                                                                      | Espada | Espada | Espada |
| ---------------------------- | --------------------------------------------------------------------------------------------------- | ------------------------------------------------------------------------------------------------- | ------------------------------------------------------------------------------------------- | ------ | ------ | ------ |
| Espada individual detalhes   | Stephen Netburn (USA)                                                                               | Silvio Fernández (VEN)                                                                            | James Melcher (USA)                                                                         |        |        |        |
| Espada por equipes detalhes  | Estados Unidos · Robert Beck · George Masin · James Melcher · Stephen Netburn                       | Brasil · Arthur Ribeiro · Marcus Borges · José Maria Pereira · Darío Amaral                       | Cuba[carece de fontes?] · Gustavo Oliveros · José Arencibia · Ramón Infante · Víctor Suárez |        |        |        |
| Florete                      | |                                                                                                   |                                                                                             |        |        |        |
| Florete individual detalhes  | Eduardo Jons (CUB)                                                                                  | Jesús Gil Gutiérrez (CUB)                                                                         | Uriah Jones (USA)                                                                           |        |        |        |
| Florete por equipes detalhes | Estados Unidos · Carl Borack · Daniel Cantillon · Uriah Jones · Tyrone Simmons                      | Cuba[carece de fontes?] · Jesús Gil Gutiérrez · Enrique Salvat · Eduardo Jons · Enrique Penabella | México · Carlos Calderón · Valeriano Pérez · Ernesto Fernández                              |        |        |        |
| Sabre                        | |                                                                                                   |                                                                                             |        |        |        |
| Sabre individual detalhes    | Alex Orban (USA)                                                                                    | Manuel Ortiz (CUB)                                                                                | Román Quinos (ARG)                                                                          |        |        |        |
| Sabre por equipes detalhes   | Cuba · Francisco de la Torre · Manuel Ortiz · Guzmán Salazar · Enrique Penabella[carece de fontes?] | Estados Unidos · Alex Orban · Anthony Keane · Eugene Hámori · William Goering                     | México · Vicente Calderón · Gustavo Chapela · Román Gómez                                   |        |        |        |

### Feminino
| Evento                       | Ouro                                                                       | Prata                                                                                                | Bronze                                                                                   |
| ---------------------------- | -------------------------------------------------------------------------- | --- | ---------------------------------------------------------------------------------------- |
| Florete individual detalhes  | Margarita Rodríguez (CUB)                                                  | Ruth White (USA)                                                                                     | Irene Forbes (CUB)                                                                       |
| Florete por equipes detalhes | Estados Unidos · Tommy Angell · Emily Grompone · Harriet King · Ruth White | Cuba[carece de fontes?] · Margarita Rodríguez · María Esther García · Marlene Infante · Irene Forbes | Colômbia · Aleyda Rubio · Mery Bejarano · Gloria García · Neila de Vidal · Teresa Vargas |

## Quadro de medalhas
| Ordem | País               | Medalha de ouro | Medalha de prata | Medalha de bronze |    |
| ----- | ------------------ | --------------- | ---------------- | ----------------- | -- |
| 1     | USA Estados Unidos | 5               | 2                | 2                 | 9  |
| 2     | CUB Cuba           | 3               | 4                | 2                 | 9  |
| 3     | BRA Brasil         |                 | 1                |                   | 1  |
|       | VEN Venezuela      |                 | 1                |                   | 1  |
| 5     | MEX México         |                 |                  | 2                 | 2  |
| 6     | ARG Argentina      |                 |                  | 1                 | 1  |
|       | COL Colômbia       |                 |                  | 1                 | 1  |
| TOTAL | TOTAL              | 8               | 8                | 8                 | 24 |